# Голарктическое царство
Голаркти́ческое ца́рство (Гола́рктика) — таксон во флористическом районировании в биогеографии, самое большое по территории царство, состоящее из ряда областей. Занимает более половины всей суши. Флоры отдельных областей связаны между собой, имеют общее происхождение, несмотря на большую протяжённость и разъединённость отдельных его частей. Расположено в Северном полушарии, граничит с Палеотропическим царством.
Южная граница царства в Америке проходит примерно по границе Мексики и США, в Африке — по пустыне Сахара и пустыням Аравии, в Евразии по горам Афганистана, Гималаям и по территории северного Китая. На севере территория царства доходит до вод Северного Ледовитого океана, но не включает ледники. Флора Голарктики складывалась в позднемеловое и палеогеновое время. В горах пространственная дифференциация выражена сильнее, чем на равнине. Беднее всего флора пустынь.

## Подразделение
В Голарктике выделяют три подцарства: Бореальное, Древнесредиземноморское, Мадреанское. В первом из них четыре области, во втором — четыре, в третьем — одна.

### Области
- Циркумбореальная область
- Восточноазиатская область
- Атлантическо-Североамериканская область
- Область Скалистых гор

- Макаронезийская область
- Средиземноморская область
- Сахаро-Аравийская область
- Ирано-Туранская область

## Характер флоры
В составе голарктической флоры — 40 эндемичных семейств, иногда включающих только один род (шейхцериевые). Немало отдельных эндемичных родов и видов. Широко представлены магнолиевые, лавровые, лютиковые, ивовые, капустные, буковые, берёзовые, чайные, розовые, колокольчиковые, астровые, зонтичные, губоцветные, ирисовые, осоковые, злаки и другие.
Из хвойных наиболее распространены сосновые, кипарисовые.
Формирование флор Голарктики происходило под воздействием четвертичных оледенений, сложных процессов орогенеза, усиления засушливости климата. На территории царства очень разнообразны типы ландшафтов и климатов, от пустынь до лесов и тундр.